# Велика награда Португалије 2021.
Велика награда Португала 2021. (званично позната као порт. Formula 1 Heineken Grande Prémio de Portugal 2021) је била трка Формуле 1 која се одржала 2. маја 2021. на међународној стази Алгарве у Портимау, Португал. Трку од 66 кругова освојио је први возач Мерцедеса, Луис Хамилтон. Макс Верстапен је заузео друго место за Ред бул, док је Мерцедесов други возач Валтери Ботас завршио трећи након што је стартовао на полу и заузео место на подијуму.

## Позадина
Возачи и тимови су били исти као на листи за пријаву сезоне без додатних резервних возача за трку. Калум Илот је возио на првом тренингу за Алфа Ромео уместо Антонија Ђовинација, дебитујући на тренингу Формуле 1.
Добављач гума Пирели је донео смеше за гуме Ц1, Ц2 и Ц3 (означене као тврде, средње и меке) како би тимови могли да користе на догађају.
Уочи Велике награде организатори су најавили да ће возачима бити на располагању друга ДРС зона за лакше претицање. Нова ДРС зона је успостављена између скретања 4 и 5, са тачком детекције која се налази пре скретања 4. За разлику од претходног издања трке, зона ДРС која се налази на циљном правцу смањена је за 120 метара, а тачка детекције је померена на од 14. скретања до после почетка 15. скретања.

## Тренинг
Одржана су три тренинга, сваки по сат времена. Први тренинг почео је у 11:30 по локалном времену (УТЦ+01:00) 30. априла. Други тренинг је почео у 15:00 по локалном времену тог поподнева, а завршни тренинг је почео у 12:00 по локалном времену следећег дана.
Први тренинг завршен је најбржим Валтеријем Ботасом из Мерцедеса испред Ред буловог Макса Верстапена и Серхија Переза. Луис Хамилтон, који се борио да пронађе ниво удобности у свом аутомобилу током тренинга 1, био је најбржи на другом тренингу за Мерцедес, са Верстапеном на другом и Ботасом који је заокружио прва три.

## Квалификације
Квалификације су почеле у 15:00 по локалном времену (УТЦ+01:00) 1. маја. Валтери Ботас је узео пол у својој првом изласку у К3, док је Верстапенов први брзи круг поништен због прекорачења ограничења стазе. На крају, ни Ботас ни Хамилтон ни Верстапен нису успели да се поправе у својим другим брзим круговима, а Ботас је задржао пол

### Квалификациона класификација
| Поз.   | Бр. | Возач            | Конструктор  | Квалификациона времена | Квалификациона времена | Квалификациона времена | Стартна позиција |
| Поз.   | Бр. | Возач            | Конструктор  | К1                     | К2                     | К3                     | Стартна позиција |
| ------ | --- | ---------------- | ------------ | ---------------------- | ---------------------- | ---------------------- | ---------------- |
| 1      | 77  | Валтери Ботас    | Мерцедес     | 1:18,722               | 1:18,458               | 1:18,348               | 1                |
| 2      | 44  | Луис Хамилтон    | Мерцедес     | 1:18,857               | 1:17,968               | 1:18,355               | 2                |
| 3      | 33  | Макс Верстапен   | Ред бул      | 1:19,485               | 1:18,650               | 1:18,746               | 3                |
| 4      | 11  | Серхио Перез     | Ред бул      | 1:19,337               | 1:18,845               | 1:18,890               | 4                |
| 5      | 55  | Карлос Саинз     | Ферари       | 1:19,309               | 1:18,813               | 1:19,039               | 5                |
| 6      | 31  | Естебан Окон     | Алпин        | 1:19,092               | 1:18,586               | 1:19,042               | 6                |
| 7      | 4   | Ландо Норис      | Макларен     | 1:18,794               | 1:18,481               | 1:19,116               | 7                |
| 8      | 16  | Шарл Леклер      | Ферари       | 1:19,373               | 1:18,769               | 1:19,306               | 8                |
| 9      | 10  | Пјер Гасли       | Алфа Таури   | 1:19,464               | 1:19,052               | 1:19,475               | 9                |
| 10     | 5   | Себастијан Фетел | Астон Мартин | 1:19,403               | 1:18,970               | 1:19,659               | 10               |
| 11     | 63  | Џорџ Расел       | Вилијамс     | 1:19,797               | 1:19,109               | Н/Д                    | 11               |
| 12     | 99  | Антонио Ђовинаци | Алфа Ромео   | 1:19,410               | 1:19,216               | Н/Д                    | 12               |
| 13     | 14  | Фернандо Алонсо  | Алпин        | 1:19,728               | 1:19,456               | Н/Д                    | 13               |
| 14     | 22  | Јуки Цунода      | Алфа Таури   | 1:19,684               | 1:19,463               | Н/Д                    | 14               |
| 15     | 7   | Кими Рејкенен    | Алфа Ромео   | 1:19,748               | 1:19,812               | Н/Д                    | 15               |
| 16     | 3   | Данијел Рикардо  | Макларен     | 1:19,839               | Н/Д                    | Н/Д                    | 16               |
| 17     | 18  | Ланс Строл       | Астон Мартин | 1:19,913               | Н/Д                    | Н/Д                    | 17               |
| 18     | 6   | Николас Латифи   | Вилијамс     | 1:20,285               | Н/Д                    | Н/Д                    | 18               |
| 19     | 47  | Мик Шумахер      | Хас          | 1:20,452               | Н/Д                    | Н/Д                    | 19               |
| 20     | 9   | Никита Мазепин   | Хас          | 1:20,912               | Н/Д                    | Н/Д                    | 20               |
| Извор: |     |                  |              |                        |                        |                        |                  |

## Трка
Трка је почела у 15:00 по локалном времену у недељу 2. маја. Валтери Ботас је држао вођство у првој кривини испред Макса Верстапена, Луиса Хамилтона, Карлоса Саинза и Серхија Переза. Кими Рејкенен је ступио у контакт са тимским колегом Антониом Ђовинацијем на циљном правцу на крају 1. круга изазвавши сигурносни аутомобил. Рејкененова трка је завршена, али је Ђовинаци успео да настави без оштећења.

### Тркачка класификација
| Поз.                                                        | Бр. | Возач            | Конструктор  | Кругова | Време/Разлика | Место | Поени |
| ----------------------------------------------------------- | --- | ---------------- | ------------ | ------- | ------------- | ----- | ----- |
| 1                                                           | 44  | Луис Хамилтон    | Мерцедес     | 66      | 1:34:31,421   | 2     | 25    |
| 2                                                           | 33  | Макс Верстапен   | Ред бул      | 66      | +29,148       | 3     | 18    |
| 3                                                           | 77  | Валтери Ботас    | Мерцедес     | 66      | +33,530       | 1     | 161   |
| 4                                                           | 11  | Серхио Перез     | Ред бул      | 66      | +39,735       | 4     | 12    |
| 5                                                           | 4   | Ландо Норис      | Макларен     | 66      | +51,369       | 7     | 10    |
| 6                                                           | 16  | Шарл Леклер      | Ферари       | 66      | +55,781       | 8     | 8     |
| 7                                                           | 31  | Естебан Окон     | Алпин        | 66      | +1:03,749     | 6     | 6     |
| 8                                                           | 14  | Фернандо Алонсо  | Алпин        | 66      | +1:04,808     | 13    | 4     |
| 9                                                           | 3   | Данијел Рикардо  | Макларен     | 66      | +1:15,369     | 16    | 2     |
| 10                                                          | 10  | Пјер Гасли       | Алфа Таури   | 66      | +1:16,463     | 9     | 1     |
| 11                                                          | 55  | Карлос Саинз     | Ферари       | 66      | +1:18,955     | 5     |       |
| 12                                                          | 99  | Антонио Ђовинаци | Алфа Ромео   | 65      | +1 круг       | 12    |       |
| 13                                                          | 5   | Себастијан Фетел | Астон Мартин | 65      | +1 круг       | 10    |       |
| 14                                                          | 18  | Ланс Строл       | Астон Мартин | 65      | +1 круг       | 17    |       |
| 15                                                          | 22  | Јуки Цунода      | Алфа Таури   | 65      | +1 круг       | 14    |       |
| 16                                                          | 63  | Џорџ Расел       | Вилијамс     | 65      | +1 круг       | 11    |       |
| 17                                                          | 47  | Мик Шумахер      | Хас          | 64      | +2 круга      | 19    |       |
| 18                                                          | 6   | Николас Латифи   | Вилијамс     | 64      | +2 круга      | 18    |       |
| 19                                                          | 9   | Никита Мазепин   | Хас          | 64      | +2 круга2     | 20    |       |
| Оду                                                         | 7   | Кими Рејкенен    | Алфа Ромео   | 1       | Судар         | 15    |       |
| Најбржи круг: Валтери Ботас (Мерцедес) – 1:19,865 (круг 65) |     |                  |              |         |               |       |       |
| Извор:                                                      |     |                  |              |         |               |       |       |

Напомене
- ^1  – Укључује један бод за најбржи круг. Судије су избрисали најбржи круг Макса Верстапена од 1:19,849 у 66. кругу због прекорачења ограничења стазе.
- ^2  – Никита Мазепин добио је казну од пет секунди због игнорисања плавих заставица.[12] Упркос томе није изгубио ниједно место.

## Поредак шампионата после трке
|   | Поз. | Возач          | Поени |
| - | ---- | -------------- | ----- |
|   | 1    | Луис Хамилтон  | 69    |
|   | 2    | Макс Верстапен | 61    |
|   | 3    | Ландо Норис    | 37    |
| 1 | 4    | Валтери Ботас  | 32    |
| 1 | 5    | Шарл Леклер    | 28    |

|   | Поз. | Конструктор | Поени |
| - | ---- | ----------- | ----- |
|   | 1    | Мерцедес    | 101   |
|   | 2    | Ред бул     | 83    |
|   | 3    | Макларен    | 53    |
|   | 4    | Ферари      | 42    |
| 2 | 5    | Алпин       | 13    |

- Напомена: Укључено је само првих пет позиција за оба поретка.

## Напомена
1. ↑  Првобитно је планирано да се у сезони 2021. возе 23 трке,[1] али су, због пандемије ковида 19, неке трке отказане, друге додате у календар и вожене су 22 трке.[2][3]